# Chrysaora melanaster
Espèce
La méduse striée du Pacifique (Chrysaora melanaster ) est une espèce de méduses de la famille des pélagiidés.

## Référence
- Brandt, 1835 : Prodromus descriptionis animalium ab H. Mertensio in orbis terrarum circumnavigatione observatorum. Fascic. I. Polypos, Acalephas Discophoras et Siphonophoras, nec non Echinodermata continens. Sumptibus Academiae, Petropoli.